# زمین‌لرزه ۱۳۸۱ بوئین‌زهرا
زمین‌لرزهٔ سال ۱۳۸۱ بوئین‌زهرا (که با نام‌های زمین‌لرزهٔ ۲۰۰۲ آوج یا زمین‌لرزهٔ ۲۰۰۲ چنگوره [الف] نیز شناخته می‌شود) در تاریخ ۳۱ مرداد ۱۳۸۱ (۲۲ اوت ۲۰۰۲) در منطقه شمال‌غربی ایران که روی گسل بزرگی قرار گرفته بود، رخ داد. رومرکز این زمین لرزه در نزدیکی شهرستان بوئین‌زهرا و چنگوره در جنوب استان قزوین بود. بزرگی ریشتر این زمین‌لرزه ۶٫۵ و بزرگای گشتاوری آن ۶٫۳ اندازه‌گیری شده‌است. در زمین‌لرزه بوئین‌زهرا دست‌کم ۲۶۱ نفر کشته و ۱۵۰۰ تن دیگر نیز زخمی شدند. این زلزله ۲۰ پس‌لرزه نیز در پی داشت.
به‌گزارش پژوهشگاه بین‌المللی زلزله‌شناسی و مهندسی زلزله (IIEES)، این زمین‌لرزه در تهران که در ۲۹۰ کیلومتری شرق مرکز زمین‌لرزه قرار دارد، خسارتی به‌بار نیاورد؛ ولی به‌خوبی احساس شد. بیشتر خانه‌های تخریب شده در منطقه زمین‌لرزه از جمله منازل یک‌طبقه با ساختار بنایی بودند که کمابیش همگی فروریختند. کندی مسئولین امر در رسیدگی به قربانیانی که نیازمند کمک بودند، خشم مردم محلی را برانگیخت. ساکنین آوج از سر ناامیدی، به پرتاب سنگ به‌سمت اتوموبیل وزیر کشور وقت و کاروان همراه وی در زمان بازدیدشان از مناطق آسیب‌دیده پرداختند.

## پس‌زمینه و زمین ساخت
مناطق شمال‌شرقی ایران از برخورد قاره‌ای صفحه عربستان با صفحه اوراسیا به وجود آمده‌است. ایران از عبور گسل‌های بزرگی به وجود آمده، که ۹۰٪ آن زلزله‌خیز است که هر ساله زلزله‌ها در آن رخ می‌دهد؛ منطقه‌ای در اطراف شکستگی گسل قرار دارد. بیشتر زلزله‌های ایران مربوط به بخش‌هایی از گسل سراسری زاگرس و البرز می‌شود. استان قزوین منطقه‌ای بین گسل زاگرس و البرز است که کمترین میزان زلزله‌ها را دارد، اما این‌ها ممکن است نیروی بیشتری داشته باشند.

## پیشینه تاریخی
ایران پیوندگاه گسل‌های عمدهٔ فراوانی‌است که ۹۰٪ آن‌ها از دید لرزه‌خیزی فعال بوده و هرساله دستمایهٔ زمینلرزه‌های زیادی می‌گردند. پهنهٔ اطراف گسیختگی کم‌وبیش هرروز دچار پاره لرزه‌هایی می‌شود. این منطقهٔ لرزه‌خیز پیشتر نیز در سال‌های ۵۵۶ هجری، ۱۶ فروردین ۱۲۹۲ و ۱۰ شهریور ۱۳۴۱ زمین‌لرزه‌های شدیدی را به خود دید که مرگبارترینشان در سال ۱۳۴۱ با قدرت ۷٫۲ ریشتر روی داد و منجر به مرگ ده‌هاهزار تن شد.

## پهنه‌شناسی، گسل‌ها و زمین‌ساخت
زمین‌لرزه در پهنهٔ وسیعی از جنوب استان قزوین (به فاصله ۱۱۵ کیلومتری قزوین و ۲۲۵ کیلومتری تهران) در روستاهای واقع در دره‌ای با امتداد تقریباً شرقی-غربی در شهرستان آوج(بخش مرکزی) به‌وقوع پیوست. روستاهای آبدره و چنگوره که شدیدترین آسیب‌های زمین‌لرزه به آن‌ها وارد شد از آن میان بودند. در اثر این زمین‌لرزه این دو روستا به‌کلی ویران گردیده و حدود ۵۰ روستای دیگر نیز دچار خسارت شدند. بیشترین شدت لرزه‌ها ۷MM در مقیاس اصلاح شده مرکالی در گستره‌ای حدود ۲۰ کیلومتر از رومرکز زمین‌لرزه (آبدره و چنگوره) بود. در شهر آوج میزان این شدت ۵MM بود.
نخست چنین می‌نمود که باید این زمین‌لرزه ناشی از فعالیت گسل آپیک (گسل همراه با زمین‌لرزهٔ سال ۱۳۴۱ بوئین‌زهرا که به روستای آبگرم ختم می‌شود و در راستای شرقی-غربی است) باشد ولی بررسی‌های پس‌ازآن نشان داد که آثار ناهنجاری در امتداد گسل آوج به غرب و گسل موازی نزدیک به آن موجود است، آنگونه که پیداست، در راستای یک گسل پنهان با راستای عمومی غرب-شمال‌غرب، شرق-جنوب‌شرق.
به‌هنگام وقوع زمین‌لرزه در استان قزوین، بشقاب زمین‌ساخت شبه جزیره عربستان ازسوی بشقاب زمین‌ساخت آفریقا به سمت شمال فشرده می‌شود که به بشقاب زمین‌ساخت اوراسیا برخورد کرده و نیرویی فزاینده به این زمین‌لرزه‌ها می‌بخشد. با نمود سطحی اندک روی پوسته زمین، این زمین‌لرزه باید با کرنشی که از این برخورد حادث می‌شد هماهنگ می‌شد. بارگشت امواج اولیه و ثانویه، از شکستی روی یک گسل راندگی با شیب ۴۹ درجه به سمت جنوب‌غرب و از مرکز اثری با عمق حدودی ۱۰ کیلومتر حکایت می‌کرد. سازوکار این شکست نشانگر گسلشی وارونه بود.
تغییر مکان چندین بارهٔ مرکز لرزه و پس‌لرزه‌ها و شکست‌های سطحی ناپیوسته ثبت‌شده پس از زمین‌لرزه سازگاری با شکست مایل‌شونده‌ای دارد روی راندگی فروبر جنوب‌غرب، اگرچه بیشترین تغییر مکان‌ثبت شده کمتر از چیزی بوده که در این زمین‌لرزه‌ها انتظار آن می‌رفته‌است. این نشان می‌دهد که اکثر لغزش به رویه زمین نرسیده و سطح خم گردیده‌است. دانشمندان پیش‌بینی می‌کنند که بشقاب زمین‌ساخت ناشناخته دیگری نیز باید موجود می‌بوده که امروزه آن را با نام بشقاب زمین‌ساخت «آبدره» می‌شناسند. این گسله‌ها به گسل‌های کور شناخته می‌شوند و دستمایهٔ بسیاری از زمین‌لرزه‌های مخرب در ایران و دیگر نقاط بوده‌اند. باور بر این است که این منطقهٔ شناخته‌شدهٔ پهناور از زمین بواسطهٔ یک توپوگرافی باقی‌مانده از زیردورهٔ زمین‌شناسی نئوژن گسترده‌تر می‌گردد.

## کشته‌ها و خرابی‌ها

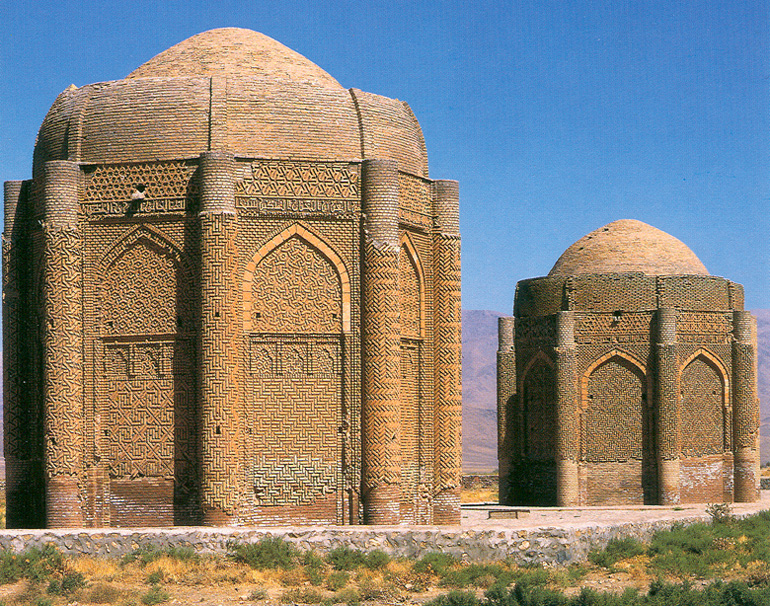
برج‌های دوقلوی خرقان پیش از زمین‌لرزه

در ساعت ۷:۲۸ بامداد روز اول تیرماه سال ۱۳۸۱ زمین‌لرزه‌ای به بزرگای ۶٫۴ درجه در مقیاس ریشتر منطقهٔ غرب شهرستان بوئین‌زهرا را به لرزه درآورد، زمانی که بسیاری از مردم هنوز در خانه‌شان بودند. این زمین‌لرزه ۷ ثانیه به طول انجامید و رومرکز آن روستاهای آبدره و چنگوره که در درهٔ رود خررود واقع شده‌اند، در بخش آوج در غرب شهرستان بوئین‌زهرا که در جنوب استان قزوین واقع شده بود. این ناحیهٔ حاصلخیز کوهستانی در نزدیکی ۶۰ کیلومتری شهر قزوین قرار داشت. هر دوی این روستاها ۱۰۰٪ ویران شدند و بیشترین تلفات انسانی در پیوند با آن‌ها بود. این منطقه برای تاکستان‌های انگور بی‌دانه‌اش شناخته‌شده که تفرجگاهی برای برخی تهرانیان متمول بوده‌است. در این زمین‌لرزه، دستکم ۲۶۱ تن کشته ۱٬۵۰۰ تن زخمی و ۲۵٬۰۰۰ نفر بی‌خانمان شدند. پیش‌تر، آمار مرگ‌ومیر ۵۰۰ تن اعلام شده بود. چه‌بسا از این‌رو که به‌اشتباه انگاشته می‌شد شماری از مصدومین شدید، جان خویش را ازدست‌داده‌اند، این آمار پرشمار داده شده بود. بیشتر تلفات را زنان، کودکان و سالمندان تشکیل می‌دادند، چون بسیاری از مردان در زمان پیشامد در تاکستان‌های محلی سرگرم کار بودند. بیش از ۲۰ پس‌لرزه که بزرگای گشتاوریشان تا ۵٫۱ نیز می‌رسید، ثبت گردیدند. دست‌کم سه مورد از این پس‌لرزه‌ها آسیب و تلفات ثانویه‌ای در پی داشتند که مرکز بیشتر آن‌ها در شعاع ۲۵ کیلومتری از تکان نخست بود.
بر اثر این رخداد حدود ۵٬۰۰۰ ساختمان آسیب جدی دیدند. در استان قزوین، ۱۲۰ ساختمان کاملاً ویران شده و ۵۰ روستا متحمل خسارات سنگین گردیدند. آسیب سازهای به ساختمان‌های روستایی عمدتاً در پهنه‌ای در حد فاصل آوج در جنوب، آبگرم در شرق، خدابنده در غرب و ابهر در شمال گسترده شده‌بود. در استان های همجوار ۴۵ روستا آسیب دیدند. بیشتر ساختمان‌ها در آن دامنه تک‌اشکوبه و خشتی یا آجری بودند که کم‌وبیش همگی فروریختند. این نوع سازه‌های نامهندسی‌ساز بومی معمولاً توانایی تاب‌آوری نیروهای زمین‌لرزه را ندارند. گسیختگی‌های سازه‌ای و فروریزش‌ها، برآمده از جدایی دیوار از دیوار، نبود یکپارچگی سازه‌ای، نبود سیستم‌های مقاوم جانبی و وجود مصالح غیرشکل پذیر در بناها بودند بر اثر این رخداد، بخش‌هایی از گنبد برج‌های دوقلوی خراقان به همراه دیوارهٔ بنا که تاریخ ساخت آن به هزار سال پیش (دورهٔ سلجوقیان) بازمی‌گشت، درهم‌کوبیده شده و تخریب گردیدند.
در ایستگاهی در ۲۸ کیلومتری رومرکز زمین‌لرزه، بیشینه شتاب‌های افقی و قائم نزدیک به ۰٫۵g و ۰٫۲۶g ثبت شدند. یک پل کوچک در روستای چنگوره دچار آسیب شد. سیستم‌های آب در پهنهٔ رومرکزی به‌شدت آسیب دیده و آبرسانی در ۹ روستا متوقف شد. بسیاری از خط لوله‌های اصلی آب در آن منطقه، خسارت دیده یا نابود شدند، که این خود زمینه‌ساز کمبود و افت کیفی آب شد. تَرَک‌هایی در سطح زمین نیز در روستاهای آبدره و چنگوره ایجاد شدند.
شهرهای آوج و آبگرم دربرابر روستاهای چنگوره و آبدره آسیب‌های کمتری دیدند. جز ساختمان‌های خشتی-گلی که آسیب کلی دیده یا یکپارچه تخریب شدند، در دره چنگوره به تعداد زیادی از ساختمان‌های نوساز که به سبک شهری و به‌صورت ویلایی ساخته شده بودند نیز آسیب وارد شد و دراین‌میان تنها دو بنا پابرجا ماندند و ۱۲۰ تن جان خود را ازدست دادند. در آبدره نزدیک به کل ساختمان‌های خشتی و گلی ویران شدند ولی برخی از ساختمان‌های آجری کم‌وبیش سالم ماندند، مانند مسجد آبدره که با سقف سبک ساخته شده بود و تااندازه‌ای سالم ماند. این فاجعه در آن روستا فروریزی ۴۰ خانه و ازدست رفتن دست‌کم ۲۰ تن را به‌دنبال داشت. در شمال آوج، در درهٔ اسمعیل‌آباد، بازماندگان ۳۸ جسد را به‌هنگام جستجوی افرادی که گمان می‌رفت زنده زیر آوار باشند گردآوری کردند، یعنی یک نهم جمعیت روستا. در روستای علی‌آباد در همان نزدیکی دو چوپان، تنها بازماندگان زمین‌لرزه بودند. در روستای کوچک کیسه-جین، حدود ۸۰ جسد کشف شدند. شیون، سوگواری و برسرزنی بازماندگانی که عزیزانشان را ازدست داده بودند، صحنه‌ای بود که آن‌زمان بارها و بارها از تلویزیون سراسری پخش می‌شد.
خسارت وارده ۹۱ میلیون دلار برآورد شد.[ب] لرزه در سرتاسر گستره‌ای پهناور احساس شد، از جمله در استان‌های قزوین، زنجان و همدان. که از میان آن‌ها قزوین بیشترین آسیب را متحمل گردید، به‌طوری‌که مقامی رسمی که نامی ازوی فاش نشد، اذعان ساخت ۱۷۷ تن در استان جان خویش را از دست داده‌اند. این زمین‌لرزه حتی در پایتخت، با فاصلهٔ حدوداً ۲۹۰ کیلومتری در شرق رومرکز نیز احساس شد که البته هیچ خسارت عمده‌ای گزارش نگردید. گرچه برزو درآگهی، روزنامه‌نگار ایرانی در گزارش خویش از بازدید عینی حرکت ساختمان‌ها و شکست شیشه چند ساختمان در تهران حکایت داشت.

### رانش زمین
زمین‌لرزه بوئین‌زهرا دستمایهٔ ۵۹ زمین‌رانش در رویه‌ای به پهناوری ۳۶۰۰ کیلومتر مربع شد. رانش‌های ناشی از زمین‌لرزه شامل ۴۷ فروریزی و واژگونی، ۹ لغزش و سه فروافت جانبی بود. بزرگ‌ترین رانش زمین را ریزش کوه‌سنگی به ابعاد ۱۵۰×۱۰۰ متر در جنوب شرقی چنگوره تشکیل می‌داد. زمین‌رانش‌های سر گرفته بیشتر در پهنه‌های زمین‌شناختی که مستعدترین مکان‌های آسیب‌دیدگی‌اند (یعنی مکان رانش‌های فراوان پیشین)، رخ می‌دادند.

## کوشش‌های امدادرسانی و پس‌آیندها
جمعیت هلال احمر امدادگران، سگ‌های ردیاب، ۱۰۰ تن خوراکی، ۱٬۰۰۰ چادر، ۲٬۵۰۰ پتو و آشپزخانه‌های سیار را به سامانهٔ زمین‌لرزه گسیل داشت. ارتش ایران نیز سرباز، ماشین‌آلات و تانکرهای آب را فراهم آورد. برای پیش‌گیری از گسترش بیماری‌ها، روستاها با مواد گندزدا سم‌پاشی شده و به بوم‌نشینان واکسن کزاز زده شد و نیز دیگر گام‌های پیش‌گیرانهٔ لازم‌الاجرا برداشته شد. پس از درخواست یاری ازسوی مقامات رسمی ایران، برنامه عمران ملل متحد در این‌راستا ۵۰٬۰۰۰ دلار فراهم نمود. دفتر هماهنگ‌سازی امور بشردوستانه سازمان ملل (OCHA) تیم مدیریت بحرانی (UNDAC) را با آرایشی متشکل از پنج عضو، بسیج نمود. پاپ ژان پل دوم برای قربانیان زمین‌لرزه دعا نمود و واکنشی «گشاده دستانه» را درخواست نمود.
رئیس‌جمهوری وقت آمریکا جورج دبلیو بوش به ایران پیشنهاد کمک کرد. وی در این راستا گفت «رنج‌دیدگی انسان‌ها هیچ مرز سیاسی نمی‌شناسد» و بر «آمادگی کمک به مردم ایران به‌میزان لازم و تا جایی که می‌خواهند» پافشاری نمود. اگرچه دولت ایران کمک را درحالی‌که دست یاری به‌سوی ارگان‌های غیرحکومتی دراز کرده بود، نپذیرفت.
به نقل از حسین رهنما، سرپرست هلال احمر چنگوره، جمعیت هلال احمر «جایگاهی را برای چادرزنی هموار ساختند ولی بیشتر مردم برای مراقبت از اموالشان، ترجیح می‌دادند تا در همسایگی منازلشان سرکنند». برای تحمل سرمای یخبندان نیز بازماندگان به‌ناچار آتش‌های موضعی کوچکی درمیان خرابه‌ها برپا می‌ساختند. ریاست جمهوری وقت محمد خاتمی، در استان سه روز عزای عمومی اعلام نمود و در ۴ تیر از مناطق زلزله‌زده دیدار کرد. در کشاکش رویارویی با انبوه بیماران مازاد بر ظرفیت، بیمارستان‌ها ناچار به ترخیص آسیب‌دیدگان به‌نسبت سالم‌تر از بخش‌ها شدند. اسوشیتد پرس گزارش داد ۲۰ مراسم تدفین در روز دوم تیرماه در گورستانی مشرف به روستای آبدره برگزار شد. از سوی دولت، حساب بانکی برای کمک‌های مردمی به زلزله‌زدگان اختصاص داده شد.
سربازان و غیرنظامیانی که غالباً مسلح به چیزی بیش از بیل و بیلچه نبودند، به کاوش برای جستجوی زیر آوار ماندگان می‌پرداختند. امدادگران نیز با تنگناهای بسیاری روبرو بودند، از جمله سرمای هوای روستاهای آسیب دیده که گرچه در طی روز گرم بودند ولی شب‌هنگام سرد شده، کار امدادگران را دشوارتر کرده و سلامت بی‌سرپناهان و تمامی بازماندگان زیر آوار مانده را تهدید می‌کردند. بسیاری از مردم از بیم پس‌لرزه‌ها از امدادرسانی کناره‌گیری کردند. گری اوشیا از هیئت نجات بین‌الملل، در گفتگویی با شبکهٔ بی‌بی‌سی اعلام کرد داوطلبان امداد، تجهیزات تخصصی کافی در اختیار نداشتند و به‌نظر او رهبران مذهبی ایران گرایشی به همکاری زیاد از خود نشان نمی‌دهند. عملیات امدادرسانی رسماً در سوم تیرماه ۱۳۸۱ زمانی‌که نبود هیچ بازماندهٔ دیگری از سوی امدادگران اعلام گردید، پایان پذیرفت.

### واکنش همگانی
دولت جمهوری اسلامی مدعی شد عملیات امدادرسانی در نزدیک به ۸۰ روستایی که آسیب سنگین دیدند، کم‌وبیش کامل شده‌است. این در حالیست که روستائیان چنگوره گلایه داشتند که چادر، غذا و داروهای امدادی پس از مدت‌ها انتظار در دمای نزدیک یخبندان، بدانها نرسیده‌است. مردی از اهالی آوج عنوان ساخت که تنها افراد بومی به او کمک کرده‌اند تا جسد فرزندش را از زیر آوار بیابد. در اعتراض به کوتاهی مقامات در رسیدگی سریع به مشکلات پدیدآمده، نزدیک به ۳۰۰ تن، راه اصلی آوج را بستند. در ۲ تیرماه ده‌ها تن از آوجی‌ها در خشم برآمده از دیرکرد دولت در یاری‌رسانی، اتوموبیل حامل عبدالواحد موسوی لاری، وزیر کشور وقت را به سنگ بستند. آن‌ها همچنین مدعی شدند که آمار مرگ‌ومیر بیشتر از آنچه بوده که در گزارش‌های رسمی بازتاب یافته‌است.

### بازسازی
از ۴ تیرماه برق مناطق آسیب‌دیده دوباره وصل شد. در تاریخ ۱۸ ابانماه ۱۳۸۱، بانک جهانی ۲۲ میلیون دلار برای بازسازی و توانبخشی اقتصادی منطقه آسیب‌دیده از زمین‌لرزه اختصاص داد. مقام‌های صلاحیت‌دار استانی به دلیل شرایط سخت آب‌وهوایی، در بازسازی زیستگاه مردم و زیرساختارهای شهری و روستایی نزدیک به چهارماه (از ابانماه تا پایان بهمن) دیرکرد به خرج دادند.

## ملاحظات
- [الف] ^  برخی از منابع این رخداد را با نام زمین‌لرزهٔ چنگوره یا آوج ثبت کرده‌اند.[۱][۶][۸] خبرگزاری جمهوری اسلامی از آن با نام زلزله بوئین‌زهرا یاد کرد[۱۱] شاید از این روی که مرکز زمین‌لرزه در منطقه‌ای در شهرستان (و نه شهر) بوئین‌زهرا واقع شده‌است.
- [ب] ^  با در نظر گرفتن اثر تورّم این مبلغ نزدیک به ۵۱۳٬۱۲۵٬۰۰۰ دلار امروز می‌باشد. (به درگاه سنجش تورم مراجعه شود)